# 望まぬ不死の冒険者
『望まぬ不死の冒険者』（のぞまぬふしのぼうけんしゃ）は、丘野優による日本のライトノベル作品。「小説家になろう」にて2016年9月22日より連載されており、2017年10月25日からはオーバーラップノベルス（オーバーラップ）より刊行されている。イラストはじゃいあんが担当している。2023年12月時点で電子版を含めたシリーズ累計部数は200万部を突破している。
メディアミックスとして、中曽根ハイジによるコミカライズがウェブコミック配信サイト『コミックガルド』（同社）にて2017年11月24日より連載されており、そのアプリ版の『コミックガルド＋』（同社）のリリース後は最新話はこちらで配信となる。テレビアニメが2024年1月から3月まで放送された。

## あらすじ
ミスリル級冒険者を目指して田舎町のマルトで活動するレント・ファイナは、ある時いつものように水月の迷宮を進んでいるなか、まだ誰にも発見されていない隠し通路を発見する。ギルドに情報を提供するため隠し通路を探索する中、レントは強大な力を持つ龍に遭遇、なすすべもなく喰われてしまう。
死んだと思っていたレントだったが、気が付くと先ほどの隠し通路の中におり、自分に襲い掛かってきた龍は姿を消していた。何故か生きていることを疑問に感じつつ、隠し通路にあった湖を覗くと、水面に映ったのは自分の顔ではなく頭蓋骨。なんとレントは不死の魔物（アンデッド）となっていたのだ。最弱である不死の魔物になってしまったものの、夢であるミスリル級冒険者は諦められず、不死の魔物の姿のまま魔物と戦う決意をする。
魔物を倒し力が強くなっていくのを実感している最中、突然自分の姿が骨人（スケルトン）から屍食鬼（グール）に変わる。魔物を倒したことで進化したらしい。
その後、水月の迷宮のなかでスケルトンに苦戦する女性、リナ・ルパージュを助ける。何とかコミュニケーションを取ってリナに服を持ってきてもらい、屍食鬼の姿を隠す。ところが、その中にあった仮面は付けたら取れない呪われたものだった。仕方なくその状態でマルトへ帰還し、門番には「怪我を隠して仮面をつけたところ呪われていた」と説明して切り抜けた。マルトに入った直後、リナにはこれ以上迷惑をかけないように姿を隠し、「正体をバラしても問題無い人物」としてロレーヌ・ヴィヴィエを頼る。交渉の結果、実験に協力することで匿ってもらうこととなった。
そして、ミスリル級冒険者の夢を諦められないことを話すと、ロレーヌは「誰にもわからないから」と本来違法である二重登録を薦める。レントは渋々了承し、レント・ヴィヴィエとして最下位である鉄級から冒険者をやり直すこととなった。

## 登場人物
声の項はテレビアニメ版の声優。
レント・ファイナ / レント・ヴィヴィエ
声 - 鈴木崚汰、永瀬アンナ（幼少期）
本作の主人公。ミスリル級冒険者を目指し、田舎町のマルトで活動する銅級下位冒険者。ハトハラー村出身。
実力は低いが、周囲の人間の情報に詳しい。自己評価は低いが、新人の教育や誰も受けない依頼の消化など、縁の下の力持ちとしてギルドの評価は高く、冒険者を引退した場合はギルド職員に勧誘する話もあった模様。その一方でデリカシーが無い所もあり、ロレーヌに対して失言をして攻撃されかけることもある。
魔力・気力・聖気 三つのエネルギーを使える非常に珍しい人物だが、それぞれの性能が良くないため宝の持ち腐れの状態である。
水月の迷宮で発見した隠し通路を進んだ先で龍に喰われ、不死の魔物として目覚めた。別の魔物を倒し進化していくことで身体能力や魔力・気力・聖気の量が上昇し、人間だった頃よりも強くなっていく。なお、魔物になったからといって魔物から仲間意識を持たれることは無く、普通に襲い掛かってくる。
リナに頼んで買ってもらったローブと仮面をつけ、魔物となったことを隠してマルトに帰還した。ところが仮面には呪いがかかっており、自力では外せなくなってしまう。
仮面は何故かレント自身の進化に同期して進化しており、後に一部だけ消すといったことが可能となった（ただし相変わらず外すことは出来ない）。
ロレーヌの提案でギルドに二重登録した際はレント・ヴィヴィエと名乗った。ロレーヌのファミリーネームであるヴィヴィエを名乗ったのは、ロレーヌの家に居候している現状に違和感を持たせないため。
幼少期に幼馴染と両親を狼の魔物に殺されており、自分だけがミスリル級冒険者に助けられた、という経緯を持つ。それ以来狼の魔物に対する復讐心が、ミスリル級冒険者を目指す動機となっている。
骨人（スケルトン）→屍食鬼（グール）→屍鬼（しき）→下級吸血鬼（レッサー・ヴァンパイア）。
ロレーヌ・ヴィヴィエ
声 - 小松未可子
学者で銀級魔術師。幼い頃から神童と呼ばれ14歳で大博士の号を得た。
屍食鬼の状態で水月の迷宮から帰還したレントに真っ先に頼られ、屍食鬼の状態であることを明かされる。その後レントを使った実験を対価にレントを匿うこととなる。
レントが屍食鬼の本能に支配され襲われた際、襲われても構わないような発言をするなど、レントに好意がある模様。
シェイラ・イバルス
声 - 長谷川育美
冒険者組合（ギルド）職員。
リナを指導する指導者としてレントを紹介するはずだったが、そのレントが行方不明になったため（実際には魔物となった）やむを得ずリナ一人でダンジョンへ送り出す。
顔を隠している状態のレントが何らかの事件の犯人である、という情報が入ったため、ギルト長の命令で監視役として行動することとなる。
レント・ヴィヴィエがレント・ファイナであることは薄々感づいており、魔術契約で「秘密を洩らした場合ギルドを退職し、レントの奴隷として契約する」と契約し、レントが不死の魔物になったことやロレーヌが関わっていることを聞き出した。
リナ・ルパージュ
声 - 鈴代紗弓
駆け出し冒険者。騎士の家の娘。本名はリナ・ローグ。
王都で冒険者登録をしたが、新人向けの依頼が無かったためマトラを紹介され移住した。元々レントに指導をしてもらうはずだったが、そのレントが行方不明になったため一人でダンジョンに行くこととなる。
始めてのダンジョンでスケルトンに襲われ危機に陥ったところを、屍食鬼の状態のレントに助けられる。その後レントに頼まれてローブや仮面を買って与えた。しかし、仮面は露店で安売りしていたのを買ったところ呪われていたものだった。
その後レントと共にマルトに着くが、レントが姿を隠したためはぐれる。その後はライズ・ローナとパーティを組み三人で行動している。
イドレス・ローグ
ヤーラン王国第一騎士団所属の騎士。リナ・ルパージュ（リナ・ローグ）の兄。極度の方向音痴。
クロープ
声 - 松田健一郎
鍛冶屋三叉の銛の店主兼鍛冶師。
レントが顔を隠しているということに気づいているが、事情を察して何も聞かないようにしている。
ルカ
声 - 大原さやか
クロープの妻。
ロリス・カリエッロ
声 - 藤井隼
レントが水月の迷宮の未踏破区域の確認の際に出会った料亭の店主。
勝手に動いた結果転移の罠にかかりジャイアントスケルトンに襲われるが、レントに助けられ、無事に自宅の料亭に生還した。
イサベル
声 - 千本木彩花
ロリス・カリエッロの妻。
ライズ・ダナー
声 - 中村源太
レントが銅級昇格試験で一緒になったパーティーメンバーの一人。剣士。気で体力を上げて戦っている。
銅級昇格試験合格後はリナをパーティに加え、3人で行動している。
ローラ・サティ
声 - 山根綺
レントが銅級昇格試験で一緒になったパーティーメンバーの一人。魔術師で治療術が使える。
銅級昇格試験合格後はリナをパーティに加え、3人で行動している。
ウルフ
声 - 稲田徹
マルトの冒険者組合長（ギルドマスター）。
龍
サメの様に何重にも歯が生えた口、目の無い頭部、横に太い胴体、天使を思わせる翼と、一般的な龍とは大きく異なる異形の外見を持つ龍。
レントは龍に襲われた結果、不死の魔物となった。現在は迷宮から姿を消しており行方不明。
リュントス
声 - 坂田将吾
トッツ村の青年。アミリスが生け贄に捧げられようとしているため依頼を出し、レントと関わることとなった。
アミリス
声 - 菊池紗矢香
リュントスの妹。トッツ村の風習により生け贄に捧げられようとしている。本人は生け贄について仕方がないと考えており、リュントスの行動に否定的。
結局レントにより風習を利用した悪徳商人の誘拐が生け贄の真相であることが判明し、生け贄を捧げる必要が無くなったため、レントに礼として頬にキスをした。
アリゼ
声 - 首藤志奈
孤児院の少女。病気のリリアンの治療のため花を採取する依頼を出した。報奨金は全く割に合っていなかったが、レントが気まぐれと称して受注した。
自分で金を稼ぐため、冒険者になることを目指している。
実はリリアンの病気について詳細を知っているのだが、リリアンがそれを知ると孤児院を去ろうとすると予想し、リリアンには何も話していない。上記の依頼もリリアンには地下の掃除ということにしており、それをレントが承諾した結果、エーデルと遭遇することとなった。
リリアン
声 - 佐々木優子
東天教の僧侶。病気がちでベッドに寝てばかりの生活を送っている。
エーデル
声 - 高岡千紘
孤児院の地下に住み着いていた小鼠（プチ・スリ）と呼ばれる小型の魔物。レントに襲い掛かった結果、偶然レントの血を摂取して眷属となる。名前はロレーヌが考えた（レントは「黒いからクロ」と安直に済ませようとして却下された）。
主であるレントが戦っている最中に食事をする、トラブルが起きた際自分だけ逃げるなど、レントを主とは見ていないような行動が見られるが、敵と戦っている際弱点を見つけるなど役に立つこともある。
イザーク
声 - 土岐隼一
魔道具を収集するラトゥール家の執事。主の治療のため花の採取を行っており、アリゼの依頼で同じく花の採取を行うレントと遭遇。レントに協力させるため、自分の屋敷に招待する。
謎の女性
声 - 早見沙織
水月の迷宮でレントが遭遇した女性。
ラウラ
声 - 楠木ともり
ラトゥール家の主人。
ジンリン
声 - 乾夏寧
ハトハラー村の村長の一人娘。
ヴィルフリート
声 - 前野智昭
神銀（ミスリル）級冒険者。

## 既刊一覧

### 小説
- 丘野優（著）・じゃいあん（イラスト） 『望まぬ不死の冒険者』 オーバーラップ〈オーバーラップノベルス〉、既刊14巻（2024年12月25日現在）
  1. 2017年10月25日初版第一刷発行（同日発売[3]）、ISBN 978-4-86554-240-0
  2. 2017年12月25日初版第一刷発行（同日発売[8]）、ISBN 978-4-86554-292-9
  3. 2018年5月25日初版第一刷発行（同日発売[9]）、ISBN 978-4-86554-352-0
  4. 2018年11月25日初版第一刷発行（同日発売[10]）、ISBN 978-4-86554-418-3
  5. 2019年5月25日初版第一刷発行（同日発売[11]）、ISBN 978-4-86554-499-2
  6. 2019年11月25日初版第一刷発行（同日発売[12]）、ISBN 978-4-86554-575-3
  7. 2020年5月25日初版第一刷発行（同日発売[13]）、ISBN 978-4-86554-665-1
  8. 2020年11月25日初版第一刷発行（同日発売[14]）、ISBN 978-4-86554-787-0
  9. 2021年6月25日初版第一刷発行（同日発売[15]）、ISBN 978-4-86554-941-6
  10. 2022年4月25日初版第一刷発行（同日発売[16]）、ISBN 978-4-8240-0166-5
  11. 2022年10月25日初版第一刷発行（同日発売[17]）、ISBN 978-4-8240-0314-0
  12. 2023年5月25日初版第一刷発行（同日発売[18]）、ISBN 978-4-8240-0503-8
  13. 2023年12月25日初版第一刷発行（同日発売[19]）、ISBN 978-4-8240-0687-5
  14. 2024年12月25日初版第一刷発行（同日発売[20]）、ISBN 978-4-8240-0766-7

### 漫画
- 丘野優（著）・じゃいあん（キャラクター原案）・中曽根ハイジ（作画） 『望まぬ不死の冒険者』 オーバーラップ〈ガルドコミックス〉、既刊12巻（2023年12月25日現在）
  1. 2018年5月25日初版第1刷発行（同日発売[21][22]）、ISBN 978-4-86554-355-1
  2. 2018年5月25日初版第1刷発行（同日発売[23]）、ISBN 978-4-86554-420-6
  3. 2019年5月25日初版第1刷発行（同日発売[24]）、ISBN 978-4-86554-503-6
  4. 2019年11月25日初版第1刷発行（同日発売[25]）、ISBN 978-4-86554-578-4
  5. 2020年5月25日初版第1刷発行（同日発売[26]）、ISBN 978-4-86554-672-9
  6. 2020年11月25日初版第1刷発行（同日発売[27]）、ISBN 978-4-86554-796-2
  7. 2021年6月25日初版第1刷発行（同日発売[28]）、ISBN 978-4-86554-951-5
  8. 2021年11月25日初版第1刷発行（同日発売[29]）、ISBN 978-4-8240-0056-9
  9. 2022年4月25日初版第1刷発行（同日発売[30]）、ISBN 978-4-8240-0175-7
  10. 2022年10月25日初版第1刷発行（同日発売[31]）、ISBN 978-4-8240-0322-5
  11. 2023年5月25日初版第1刷発行（同日発売[32]）、ISBN 978-4-8240-0513-7
  12. 2023年12月25日初版第1刷発行（同日発売[33]）、ISBN 978-4-8240-0698-1

## テレビアニメ
2022年4月に開催された「オーバーラップ文庫9周年記念オンラインイベント」にてテレビアニメ化が発表され、2024年1月から3月までAT-Xほかにて放送された。

### スタッフ
- 原作 - 丘野優[6]
- キャラクター原案 - じゃいあん[6]
- 原作コミック - 中曽根ハイジ[6]
- 監督 - 秋田谷典昭[6]
- 副監督 - 福島利規[36]
- シリーズ構成 - 菅原雪絵[6]
- キャラクターデザイン - 佐野隆雄[36]
- キーアニメーター - 渡部高志[36]、古川英樹[36]
- 美術監督 - 李凡善[36]
- 美術設定・プロップデザイン・世界観デザイン - バーンストーム・デザインラボ[36]
- 色彩設計 - 但野ゆき子[36]
- 撮影監督 - 山本裕規[36]
- 3D監督 - 濱村敏郎[36]
- 編集 - 仙土真希[36]
- 音響監督 - 亀山俊樹[36]
- 音響制作 - ビットグルーヴプロモーション[36]
- 音楽 - 成田旬[35]
- 音楽制作 - ポニーキャニオン[35]
- プロデューサー - 南原充宏、曽山貴史、団野喜人、吉田智史、井上弘美、久保田暁、眞保安一郎
- アニメーションプロデューサー - 中川二郎
- アニメーション制作 - CONNECT[6]
- 製作 - 望まぬ不死製作委員会（博報堂DYミュージック&ピクチャーズ、オーバーラップ、マーベラス、ドコモ・アニメストア、ポニーキャニオン、BS日本、ナツメアタリ）

### 主題歌
「IMMORTAL」
JUVENILEによるオープニングテーマ。作詞・作曲・編曲はJUVENILE。
「Keep Your Fire Burning」
阿部真央によるエンディングテーマ。作詞・作曲は阿部真央、編曲は和田建一郎。

### 各話リスト
| 話数       | サブタイトル         | 脚本     | 絵コンテ       | 演出       | 作画監督                                                                  | 総作画監督                 | 初放送日      |
| ---------- | -------------------- | -------- | -------------- | ---------- | ------------------------------------------------------------------------- | -------------------------- | ------------- |
| Episode 01 | 望まぬ不死           | 菅原雪絵 | 福島利規       | 秋田谷典昭 | 佐野隆雄                                                                  | 佐野隆雄                   | 2024年 1月8日 |
| Episode 02 | 駆け出しとベテラン   | 菅原雪絵 | 福島利規       | 土田駿     | 萩原正人 原友樹 古川英樹 日影工房 トーラス ナムハイ                       | 佐野隆雄                   | 1月15日       |
| Episode 03 | 不死者、街に侵入     | 菅原雪絵 | 海風涼         | 富田祐輔   | 原友樹 林隆祥 古川英樹 トーラス                                           | 佐野隆雄 古川英樹          | 1月22日       |
| Episode 04 | 存在進化             | 菅原雪絵 | ほりうちゆうや | 村上勉     | bigowl Radplus                                                            | 佐野隆雄 古川英樹          | 1月29日       |
| Episode 05 | 不死の冒険者         | 菅原雪絵 | 海風涼         | 葛西良信   | 南伸一郎 リバイバル                                                       | 佐野隆雄                   | 2月5日        |
| Episode 06 | 銅級試験             | 重信康   | 澤井幸次       | 秋田谷典昭 | 萩原正人 權容祥 トーラス                                                  | 佐野隆雄 古川英樹          | 2月12日       |
| Episode 07 | 魔術契約             | 重信康   | 澤井幸次       | 村上勉     | 壹灵社 Studio Pixel                                                       | 佐野隆雄 古川英樹          | 2月19日       |
| Episode 08 | 新たな武器と力       | 菅原雪絵 | 竹之内和久     | 土田駿     | 日影工房                                                                  | 原友樹 永野美春 古川英樹   | 2月26日       |
| Episode 09 | 竜血花               | 菅原雪絵 | 富田祐輔       | 富田祐輔   | 林隆祥 原友樹 古川英樹 トーラス                                           | 佐野隆雄 永野美春          | 3月4日        |
| Episode 10 | 奇妙な男と奇妙な依頼 | 菅原雪絵 | 福島利規       | 村上勉     | 壹灵社 Studio Pixel                                                       | 佐野隆雄 永野美春 古川英樹 | 3月11日       |
| Episode 11 | 庭園迷宮             | 菅原雪絵 | 大畑晃一       | 神保昌登   | 米田紘 廣冨麻由 小林雅美 松川哲也 亀山進矢 三輪えり子 HONG NHUNG 佐野隆雄 | -                          | 3月18日       |
| Episode 12 | レント・ファイナ     | 菅原雪絵 | 秋田谷典昭     | 秋田谷典昭 | 原友樹 萩原正人 林隆祥 權容祥                                             | 佐野隆雄 永野美春 古川英樹 | 3月25日       |

### 放送局
| 放送期間               | 放送時間                     | 放送局     | 対象地域 | 備考                                       |
| ---------------------- | ---------------------------- | ---------- | -------- | ------------------------------------------ |
| 2024年1月8日 - 3月25日 | 月曜 21:00 - 21:30           | AT-X       | 日本全域 | CS放送 / 字幕放送 / リピート放送あり       |
| 2024年1月9日 - 3月26日 | 火曜 0:30 - 1:00（月曜深夜） | TOKYO MX   | 東京都   |                                            |
|                        |                              | サンテレビ | 兵庫県   |                                            |
|                        | 火曜 23:30 - 水曜 0:00       | BS日テレ   | 日本全域 | 製作参加 / BS放送 / 『アニメにむちゅ〜』枠 |

| 配信開始日    | 配信時間                | 配信サイト |
| ------------- | ----------------------- | --- |
| 2024年1月5日  | 金曜 22:00 更新         | dアニメストア Netflix |
| 2024年1月12日 | 金曜 22:00 以降順次更新 | ABEMA Amazon Prime Video DMM TV FOD Hulu J:COM STREAM Lemino milplus TELASA auスマートパスプレミアム U-NEXT アニメ放題 バンダイチャンネル Google Play HAPPY動画 ニコニコチャンネル |

### BD / DVD
| 巻 | 発売日        | 収録話         | 規格品番   | 規格品番   |
| 巻 | 発売日        | 収録話         | BD         | DVD        |
| -- | ------------- | -------------- | ---------- | ---------- |
| 1  | 2024年5月29日 | 第1話 - 第4話  | MJHX-02046 | MJHD-05035 |
| 2  | 2024年6月26日 | 第5話 - 第8話  | MJHX-02047 | MJHD-05036 |
| 3  | 2024年7月24日 | 第9話 - 第12話 | MJHX-02048 | MJHD-05037 |